# Gyalopion canum
Espèce
Synonymes
- Pariaspis canum Cope, 1861

Statut de conservation UICN

 LC  : Préoccupation mineure
Gyalopion canum est une espèce de serpents de la famille des Colubridae.

## Répartition
Cette espèce se rencontre :
- aux États-Unis, dans le sud-est de l'Arizona, au Nouveau-Mexique et dans le sud-ouest du Texas ;
- au Mexique, dans le nord-est du Sonora, le Nord et l'Est du Chihuahua, au Coahuila, dans le Nord-Est du Durango, dans le nord du Zacatecas, au San Luis Potosí, au Nuevo León, au Michoacán, au Jalisco.

## Description
Gyalopion canum mesure entre 18 et 28 cm. Son dos est gris ou brun gris et présente entre 25 et 48 taches brun foncé ou noires. Sa face ventrale est crème. Son museau est légèrement retroussé ce qui lui vaut ses noms vernaculaires anglais de Western hooknose snake ou de Chihuahuan hook-nosed snake.

## Publication originale
- Cope, 1860 : Catalogue of the Colubridae in the Museum of the Academy of Natural Sciences of Philadelphia, with notes and descriptions of new species. Part 2. Proceedings of the Academy of Natural Sciences of Philadelphia, vol. 12, p. 241-266 (texte intégral).